# Hirsutopalpis
Hirsutopalpis là một chi bướm đêm thuộc họ Erebidae.

## Các loài
- Hirsutopalpis fasciata Bethune-Baker, 1904